# Anton Bühler
Anton Bühler (Winterthur, 15 de junio de 1922-San Galo, 29 de marzo de 2013) fue un jinete suizo que compitió en la modalidad de concurso completo.
Participó en tres Juegos Olímpicos de Verano entre los años 1948 y 1972, obteniendo dos medallas en Roma 1960, plata en la prueba por equipos y bronce en individual. Ganó una medalla de plata en el Campeonato Europeo de Concurso Completo de 1955.

## Palmarés internacional
| Juegos Olímpicos   | Juegos Olímpicos      | Juegos Olímpicos  | Juegos Olímpicos |
| Año                | Lugar                 | Medalla           | Categoría        |
| ------------------ | --------------------- | ----------------- | ---------------- |
| 1960               | Roma (Italia)         | Medalla de plata  | Por equipos      |
| 1960               | Roma (Italia)         | Medalla de bronce | Individual       |
| Campeonato Europeo |                       |                   |                  |
| Año                | Lugar                 | Medalla           | Categoría        |
| 1955               | Windsor (Reino Unido) | Medalla de plata  | Por equipos      |